# Chrysler MAC-1
Chrysler MAC-1 (Medium Armored Car, střední obrněný vůz) je americké obrněné průzkumné vozidlo. MAC-1 bylo určeno pro zahraniční trhy. Našli se však jenom dva kupci: mexická armáda (15 kusů) a španělská armáda (25 kusů vylepšených verzí MAC-2). Později však Španělsko všechna svoje vozidla MAC-1 prodalo Mexiku, které je stále[kdy?] používá.
V zadní části se nachází prostor pro tři pasažéry.